# Koala medvídkovitý
Koala medvídkovitý (Phascolarctos cinereus, Goldfuss, 1817), známý také pod nesprávným označením medvídek koala, je stromový vačnatec žijící v Austrálii. Je jediným žijícím zástupcem čeledi koalovitých.

## Jméno
Jméno koala pochází ze slova gula v jazyce dharuk (téměř zaniklý jazyk domorodých obyvatel Austrálie žijících v okolí Sydney). Přestože se samohláska /u/ v angličtině běžně píše jako „oo“ (ve slovech jako coola a koolah), změnila se na „oa“, možná kvůli chybě.[zdroj⁠?!] Nesprávně[zdroj⁠?!] se občas uvádí, že slovo koala znamená „nepije“.[zdroj⁠?!]
Systematické jméno rodu, k němuž koala náleží, Phascolarctos, je odvozeno z řeckého phascolos „vak“ a arktos „medvěd“. Druhové latinské jméno cinereus znamená „popelavý“.
Přestože se nejedná o medvěda, anglicky mluvící osadníci na konci 18. století toto zvíře pojmenovali medvídek/medvěd koala díky jeho vnější podobnosti s medvědy. Pojmenování medvídek koala se mimo Austrálii stále používá, přestože je taxonomicky nesprávné a odborníci veřejnost odrazují od jeho používání. Další pojmenování tohoto druhu, založená na podobnosti s medvědy, jsou například opičí medvídek, domorodý medvídek a stromový medvídek.

## Rozšíření
Koalové se vyskytují v pobřežních oblastech východní a jižní Austrálie od Adelaide až k jižní části poloostrova Cape York. V oblastech s dostatečnou vlhkostí, která je podmínkou růstu vhodných lesů, jsou populace koalů rozšířeny i dále do vnitrozemí. Na začátku 20. století byli koalové v Jižní Austrálii prakticky vyhubeni, vyhynulé populace však byly nahrazeny jedinci pocházejícími z Victorie. Koalové se nevyskytují v Tasmánii ani v Západní Austrálii.

## Původ
Původ tohoto druhu není zcela objasněn; nejpravděpodobněji se však vyvinul ze suchozemských savců podobných vombatům. Zkameněliny koalů jsou poměrně vzácné, ale několik jich bylo objeveno v severní Austrálii. Pocházejí z doby před 20 miliony let, kdy byla severní polovina Austrálie porostlá deštnými pralesy. K potravní specializaci koalů na blahovičníky došlo až po ochlazení klimatu, kdy byly deštné pralesy vystřídány blahovičníkovými lesy. Fosilní nálezy z doby před 50 000 let také naznačují, že v té době byly jižní oblasti Austrálie obývány obřími koaly. Koala zaujímá z ekologického hlediska stejné místo jako jihoamerický lenochod.

## Popis
- Hmotnost: 5–12 kg
- Délka těla: 70–90 cm

Koalové jsou zavalitá zvířata, mají delší uši a končetiny. Jejich srst je hustá a měkká v odstínech od popelavě šedé k hnědavé. Na břichu a ušních boltcích mají bílé dlouhé chlupy.
Koala se vzhledem velice podobá vombatovi (nejbližší nevyhynulý příbuzný), ale má hustší srst, několikanásobně větší uši a delší končetiny. Hmotnost se pohybuje mezi 12 kg u mohutného samce z jihu Austrálie a 5 kg u drobné samice ze severu. Při šplhání po stromech mu pomáhají velké, ostré drápy. Na každé končetině má pět prstů, přičemž na předních končetinách jsou dva palce stojící proti ostatním třem prstům, které umožňují lepší uchopení větve. Na zadní končetině je protistojný palec pouze jeden. Koala je jedním z mála savců (kromě primátů), který má otisky prstů. Ty jsou podobné lidským – jejich odlišení může být docela obtížné i při použití elektronového mikroskopu.
Zuby koaly jsou přizpůsobeny býložravému způsobu obživy a jsou podobné zubům dalších druhů z řádu dvojitozubců (např. vombat). Ostrý pár řezáků určených k uštipování listů je oddělen od stoliček širokou mezerou.
Samec koaly má, stejně jako velký počet vačnatců, rozeklaný penis. Samice má dvě oddělené dělohy, každou s vlastní boční pochvou, což je společný znak všech vačnatců.
Mozek předchůdců dnešních koal vyplňoval celou dutinu lebeční, ale postupně se drasticky zmenšil na dnešní velikost – jednu z nejmenších u vačnatců. Tuto degeneraci vědci připisují přechodu na energeticky chudou potravu. Dutina lebeční je zhruba ze 40 % vyplněna mozkomíšním mokem, takže obě mozkové hemisféry vypadají jako „dvě scvrklé půlky vlašského ořechu na vrcholu mozkového kmene, které se nedotýkají ani jedna druhé, ani lebečních kostí. Jedná se o jediné zvíře na světě s takto zvláštně zmenšeným mozkem“.
Koala je obecně tiché zvíře, ačkoli samci v období páření vydávají velmi hlasité volání, které je slyšet až do kilometrové vzdálenosti. Samicím toto volání umožňuje odhadnout, zda bude samec vhodný k páření – obecně dávají přednost větším samcům. Pokud se koala ocitne ve stresující situaci, může vydávat hlasitý nářek, o kterém se říká, že je podobný pláči dítěte. Existuje jen málo spolehlivých informací o délce života koaly, v zajetí se však dožívají až 18 let.

## Taxonomie
Přestože byly popsány celkem tři poddruhy, každý z nich je pouze projevem morfologického klinu – v souladu s Bergmannovým pravidlem jsou jedinci žijící v chladnějším klimatu větší – a nejsou tudíž obecně platné. Pro rozlišování jednotlivých variet se spíše používá označení typ nebo ráz.
Pro koaly žijící na území státu Victorie (dříve známé pod jménem P. cinereus victor) je typická delší, hustší srst tmavší barvy, často s čokoládově hnědými odstíny na hřbetě a končetinách. Také rozdíl mezi zbarvením hřbetní a břišní krajiny je výraznější – břicho je nápadně světleji zbarvené. Srst v uších je nadýchaná, bílé barvy.
Jedinci vyskytující se na území státu Queensland (dříve klasifikovaní jako P. cinereus adustus), tj. v subtropickém a tropickém pásmu, se vyznačují řidší a kratší srstí špinavě šedé barvy a hlavně malou tělesnou hmotností: průměrně 6,5 kg u samců a mírně nad 5 kg u samic. Hmotnost jedinců žijících ve Victorii (dříve P. cinereus victor ) a Novém Jižním Walesu (dříve P. cinereus cinereus) se pohybuje kolem 12 kg u samců a 8,5 kg u samic.
Ačkoli se nejedná o poddruh, existuje i čtvrtý ráz, „zlatý koala“, pro který je typický jemně zlatavý nádech srsti, způsobený absencí pigmentu melaninu: ta vyvolává u většiny ostatních savců albinismus. Rozdíl mezi jednotlivými rázy je plynulý a jsou známy značné rozdíly např. ve zbarvení i mezi jednotlivými jedinci na stejném území. Ojediněle se mohou vyskytnout jedinci s bílou srstí, která je způsobena přítomností recesivního genu.
Koalové jsou blízcí příbuzní s prvními vačnatci.

## Životní cyklus
Samice dosahují dospělosti mezi druhým a třetím rokem života, samci mezi třetím a čtvrtým. Páření obvykle probíhá od prosince do března, kdy je na jižní polokouli léto. Zdravá samice může mít jedno mládě ročně, a to přibližně po dobu dvanácti let. Březost trvá 35 dní. Dvojčata jsou velice vzácná; první koalí dvojčata na světě se narodila v dubnu 1999 na Queenslandské univerzitě.
Mládě koaly, kterému se říká „joey“ [džouí], je holé, slepé, bez uší a v době porodu měří pouze 2 cm. Po porodu vyšplhá do vaku na matčině břiše, kde se přisaje na jednu ze dvou bradavek. Vak samic se otevírá směrem dozadu (k řitnímu otvoru) a může být matkou libovolně uzavřen pomocí svalu, který se podobá stahovací šňůrce.
Prvních šest měsíců setrvává mládě ve vaku, kde se živí pouze mateřským mlékem. Za tuto dobu se mu vyvinou oči a uši a naroste mu srst. Později začíná prozkoumávat svět mimo vak a přijímat malá množství matčiny „kašičky“ (dříve považována za exkrement, ale pravděpodobně pochází ze slepého střeva), díky které se do střev mláděte dostanou mikroby, nezbytné k trávení listů blahovičníku. Dalších přibližně šest měsíců mládě zůstává s matkou. Když už je na vak příliš veliké, nosí se na matčiných zádech. Živí se mlékem i listy blahovičníku až do úplného odstavení, k němuž dochází kolem dvanáctého měsíce života mláděte. Mladé samičky se tou dobou odloučí a usídlí v okolí, zatímco samečci často zůstávají v teritoriu matky až do věku tří či čtyř let.

## Potrava a chování
Koala se živí téměř výhradně listy blahovičníků. To je pravděpodobně důsledek adaptace, která byla reakcí na volnou ekologickou niku (v tomto případě velké množství eukalyptových listů bez konzumentů). Listy blahovičníků mají nízký obsah proteinů, zato mají vysoký podíl nestravitelných látek a obsahují fenolické a terpenové složky, kvůli kterým jsou pro většinu živočišných druhů jedovaté. Stejně jako vombati a lenochodi má i koala v porovnání s ostatními savci velmi pomalý metabolismus a tráví 16 až 18 hodin denně bez pohnutí, přičemž většinu tohoto času prospí.
Koalové mohou být vůči příslušníkům svého druhu agresivní (přední tlapou si protivníka přidrží a koušou jej), ačkoli většina agresivního chování jsou pouze krátké roztržky. Manipulace s koaly jim může způsobit stres – otázka agresivity a stresu navozeného manipulací s těmito zvířaty je v Austrálii politickým problémem. Pokud je koala vystresovaný z nového prostředí, tak může být agresivní vůči chovateli.
Koala tráví kolem tří z pěti hodin své aktivity krmením. To může probíhat v kteroukoli denní dobu, ačkoli k němu obvykle dochází v noci. Koala spase průměrně 500 g eukalyptových listů denně. Před spolknutím je důkladně rozmělní silnými čelistmi na velmi jemnou kaši. Toxické složky jsou v játrech zneškodněny a později vyloučeny. Koncové střevo (obzvláště slepé střevo) je značně zvětšené, aby dokázalo využít co největší množství živin v chudé potravě. Z velké části tomuto procesu napomáhá bakteriální fermentace.
Koalové spásají množství druhů blahovičníků a dokonce i některé jiné druhy stromů (rody Acacia, Leptospermum a Melaleuca). Koalové vykazují silné preference pro určitý druh eukalyptu. Tyto preference jsou různé podle území. Existuje množství faktorů, jež určují, který ze 680 druhů blahovičníků bude koala spásat. Hlavním faktorem v rozhodování mezi jednotlivými stromy oblíbených druhů blahovičníku je však koncentrace fenolických toxinů nazývaných floroglucinoly. Výzkum prováděný ošetřovateli koalů v 13 záchranných stanicích a zoologických zahradách v Novém Jižním Walesu také ukázal, že nejoblíbenější druh eukalyptového listí měl nejmenší obsah taninů.
Koala pije velmi málo, většinu vody získává z potravy. Zbytek doplňuje lízáním vody, která při dešti stéká po kůře stromů.

## Ochrana koalů
Koalové byli na začátku 20. století téměř vyhubeni člověkem, který je lovil hlavně kvůli kožešinám. Miliony jich byly prodány do Evropy a USA. Současná populace koalů se stále ještě nezotavila z tohoto drastického snížení stavů. Přes milion koalů bylo zastřeleno, zabito či chyceno do ok v Queenslandu v letech 1915, 1917 a 1919. Vlna bouřlivého nesouhlasu s vybíjením koalů byla pravděpodobně prvním environmentálním tématem v tomto měřítku, které sjednotilo Australany. I přes sílící tendence chránit původní druhy chudoba, způsobená suchem v letech 1926–28, zapříčinila smrt dalších 600 000 koalů, kteří byli zabiti v průběhu jediné měsíční doby lovu v srpnu 1927.
V současnosti jsou nejvýznamnějšími ohrožujícími faktory ztráta přirozeného prostředí a dopady urbanizace (např. střety vozidel s koaly a útoky psů). Jelikož jsou koalové velmi vnímaví k infekcím, v posledních letech byly některé kolonie koalů značně postiženy nemocemi, především bakteriemi rodu chlamydiae. Koala vyžaduje rozlehlé plochy zdravého, nepřerušeného lesa. Při hledání nového teritoria či partnera často urazí dlouhé vzdálenosti. K přemisťování potřebuje biokoridory, které jsou ničeny rozšiřující se lidskou činností (zemědělstvím, lesnictvím, stavbou silnic a obytných zón) zvláště v pobřežních oblastech. Jednotlivé populace koalů jsou tak navzájem izolovány ve stále se zmenšujících zbytcích zalesněných území. Není proto divu, že dlouhodobé přežití tohoto druhu je ohroženo omezenou rozmanitostí genofondu. V roce 2013 vědci z Australského muzea tak sekvenovali úplně koalí genom (tedy všech 16 chromozomů) a identifikovali tak možné genetické problémy vedoucí k populačním problémům.
Stěžejní organizací, která se věnuje ochraně koalů a jejich přirozeného prostředí je Australská nadace pro koaly, která plánuje vyhlásit plochu 40 000 km² přirozeným prostředím pro koaly. Zároveň na základě přesvědčivých důkazů tvrdí, že stavy populací divokých koalů vážně klesají v celé oblasti výskytu tohoto druhu.
Ačkoli se koala vyskytuje na plošně rozsáhlém území, z jejich přirozeného prostředí zůstávají pouze zbytky. Vhodné prostředí je ničeno invazemi plevelů, odlesňováním ve prospěch zemědělství, nebo je zabíráno developery. Další hrozby představují těžba dřeva, chybný management, útoky zdivočelých a domácích zvířat a doprava.
Australská vláda uvádí koalu na čelném místě seznamu druhů, jejichž ochranářský status je nutno posoudit. Vláda odhaduje celkové množství jedinců ve stovkách tisíc, ačkoli jiné studie tvrdí, že ve volné přírodě zbylo již jen 80 000 jedinců. Australská nadace pro koaly odhaduje, že se ve volné přírodě vyskytuje přibližně 100 000 jedinců.
Koalové, stejně jako většina původních australských zvířat, nemohou být dle zákona chováni jako domácí mazlíčci ani v Austrálii, ani kdekoli jinde. Jediní lidé, kterým je dovoleno chovat koaly, jsou pracovníci v útulcích pro zraněná divoká zvířata, případně výzkumníci. Těm se uděluje zvláštní povolení k péči o koaly, musí je však vrátit do volné přírody, jakmile jsou v dostatečně dobré kondici, a v případě mláďat hned po dosažení dostatečné vyspělosti.
Tento druh žije na území čtyř australských států s následujícím statutem:
- Queensland – málo dotčený druh na celém území státu s výjimkou bioregionu severovýchodního Queenslandu, kde je veden jako zranitelný;
- Nový Jižní Wales – zranitelný v celostátním měřítku, ale místně kolísá mezi statuty stabilizovaný a lokálně vyhynulý;
- Jižní Austrálie – vzácný (ačkoli populace na Klokaním ostrově prosperuje);
- Victoria – početná a prospívající populace (podle článku naposledy revidovaného 29. října 2007)

Od února 2022 jsou koalové označeni jako ohrožený druh na území Queenslandu, Nového Jižního Walesu a Teritoria hlavního města.

## Chov

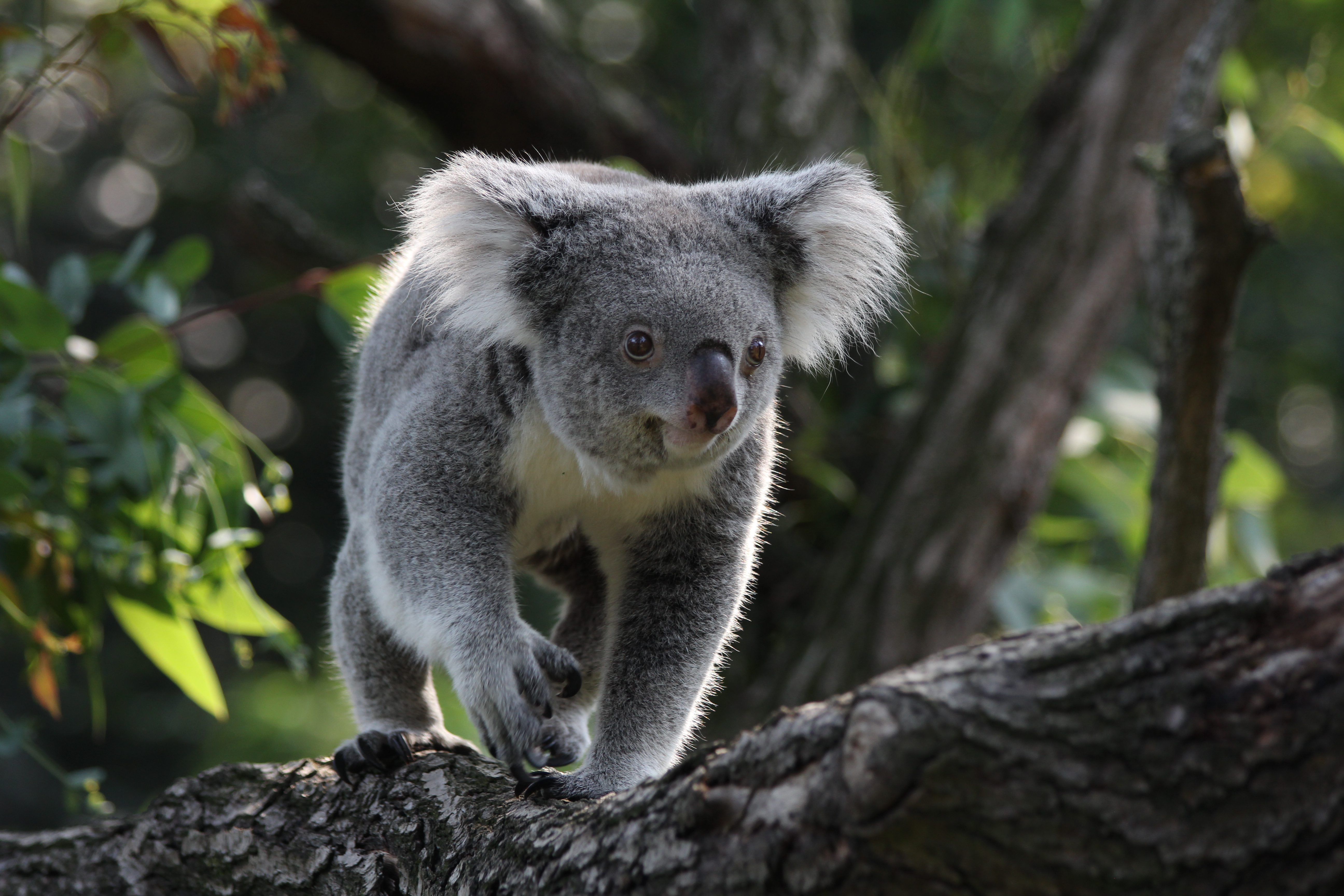
Koala medvídkovitý v zoo Duisburg

Kvůli potravní specializaci je chov koal možný jen ve vybraných zoo. Expozice musí být prostorné, s vysokými parkosy s důrazem na vhodné mikroklima. Chov v zoo mimo australské území je podmíněn pravidelným zajišťováním dostatečného množství čerstvých blahovičníkových větví a dodržováním podmínek stanovených koordinátorem chovu.
V Evropě chovají koaly Zoo v Duisburgu, Lipsku, Drážďanech, Madridu, Vídni, Edinburghu a Wild Animal Park v Belgii, ZooParc de Beauval ve Francii, v USA v San Diegu a v Jihoafrické republice v Pretorii.

## Zajímavosti
- Koala medvídkovitý je jediným žijícím zástupcem čeledi koalovitých. Protože se vak koalů stejně jako vak vombatů otevírá dozadu, s největší pravděpodobností jsou vombati nejbližší příbuzní koalů.
- Jako u mnoha dalších vačnatců je penis samců na konci rozeklaný; samice mají dvě boční vagíny a dvě oddělené dělohy, což je charakteristické pro všechny vačnatce.
- Mozek koalů je jedním z nejmenších mezi vačnatci (pouhá 2 % tělesné váhy). Mozek předků koaly původně vyplňoval celou dutinu lebeční, ale postupně se zmenšoval, pravděpodobně kvůli specializaci na energeticky chudou potravu. Koala je jediným živočichem na Zemi s takto drasticky zmenšeným mozkem.
- Linuxová distribuce Ubuntu z října 2009 byla pojmenována Karmic Koala („osudová koala“).
- Koalové mají podobné otisky prstů jako člověk, a to natolik, že je od lidských nerozezná ani mikroskopická analýza. Podobnost papilárních linií lze podle vědců vysvětlit evolučně: důvodem je patrně způsob, jakým koalové uchopují listy, jimiž se živí. Jejich kůže se přizpůsobila podobným způsobem jako lidská – hmat člověka a koaly se podobá.[7]